# 우리에게 축배를
"우리에게 축배를"은 1978년에 개봉한 대한민국의 영화이다.

## 캐스팅
- 오미연
- 강주희
- 최정훈
- 이형준
- 한주열
- 김숙경
- 김기종
- 김미성
- 김민규
- 석인수
- 이승일
- 석명순
- 윤일주
- 김현희
- 박광진
- 양홍욱